# إيان أزوباردي
إيان أزوباردي (بالإنجليزية: Ian Azzopardi)‏ (مواليد 12 أغسطس 1982 في زيتون) لاعب كرة قدم مالطي دولي يجيد اللعب في خط الدفاع . يلعب حاليا لصالح نادي سليما واندررز المالطي منذ 2007 .

## روابط خارجية
- إيان أزوباردي على موقع قاعدة بيانات كرة القدم.إي يو (الإنجليزية)
- إيان أزوباردي على موقع ناشيونال فوتبول تيمز (الإنجليزية)
- إيان أزوباردي على موقع Soccerway.com (الإنجليزية)
- إيان أزوباردي على موقع عالم كرة القدم.نت (الإنجليزية)
- إيان أزوباردي على موقع كووورة